# Métrique (logiciel)
 (novembre 2014).
Si vous disposez d'ouvrages ou d'articles de référence ou si vous connaissez des sites web de qualité traitant du thème abordé ici, merci de compléter l'article en donnant les références utiles à sa vérifiabilité et en les liant à la section « Notes et références ».
Pour les articles homonymes, voir Métrique.
Une métrique logicielle est une compilation de mesures issues des propriétés techniques ou fonctionnelles d'un logiciel.
Il est possible de classer les métriques logicielles en trois catégories :
- Maintenance applicative
- Qualité applicative
- Respect des processus de développement

Elles peuvent être simples ou plus complexes. Elles se composent toujours de mesures dites « de base », par exemple le nombre de lignes de code, la complexité cyclomatique, le nombre de commentaires. 

## Définitions
Appliquée à la production logicielle, une métrique est un indicateur d'avancement ou de qualité des développements logiciels.

## Quelques outils
Ces outils permettent d'obtenir des métriques sur un code source de logiciel :
- NDepend, un outil de contrôle de qualité logicielle pour les développements .NET.
- SonarQube, un outil de contrôle de qualité logicielle pour les développements dans plus de 25 langages dont Java, C/C++, C#, PHP, Python, COBOL.
- Testwell CMT++ outil de mesure de complexité pour C et C++
- Testwell CMTJava outil de mesure de complexité pour Java